# You gott@ POWER
『You gotta POWER』（ユー ガッタ パワー）は、2015年4月1日から2020年3月26日までFM AICHIで放送されていた情報番組。

## 概要
2015年の情報番組改編に伴い放送開始。番組名の「a」が「@」であるのは、前述の番組改編と同時に愛称を「FM AICHI」から「@FM」に変更した。したことに由来する。しかし、2019年に『FM AICHI』に戻したので「@」を「a」に変える。
パーソナリティは黒岩唯一。前身の「FM AICHI」時代の2001年3月26日から当局のパーソナリティーを務めており、川本えことともに、同局の顔となっている。過去に、夕方の時間帯の番組「パワー・ミックス」（2001年3月26日 - 2010年3月25日）、「黒ちゃんのオンリーワンダフル」（2010年3月29日 - 2014年3月31日）を担当していた。（FM Aichi時代）
聞く人にパワーを与える放送をモットーとしており、番組のステッカーには「○○パワー」と書かれている。（○○は多くの場合印字されたものであるが、空白のものも用意されており、まれに黒岩本人が書き込むことがある。）
番組では主として働く世代をターゲットとしているが、学生（主に高校生や大学生、専門学校生）からのメッセージも少なくない。
2020年の情報番組改編に伴い3月26日をもって終了し、2015年4月1日の開始から5年間の歴史に幕を閉じた。同日に『NEXT JAM』も終了した。
3月27日にはこの改編に伴い、金曜夕方の情報番組『A-1 COUNT DOWN』も終了し、2012年4月6日の開始から9年間の歴史に幕を閉じた。

## 放送時間

### 現在
2017年4月3日 - 2020年3月26日
- 毎週月曜 - 木曜 16:00 - 17:50

『NEXT JAM』開始のため、時間が短縮となった。

### 過去
2015年4月1日 -2017年3月31日
- 毎週月曜・火曜 16:00 - 17:50・18:00 - 18:55　水曜・木曜 16:00 - 17:50・18:00 - 19:00
  - (月曜 - 木曜 17:50　- 18:00 はNAGASE The Standardを放送していた。)

## パーソナリティ
- 黒岩唯一